# Montegabbione
Montegabbione é uma comuna italiana da região da Umbria, província de Terni, com cerca de 1.241 habitantes. Estende-se por uma área de 51.21 km², tendo uma densidade populacional de 24 hab/km². Faz fronteira com Fabro, Ficulle, Monteleone d'Orvieto, Parrano, Piegaro (PG), San Venanzo.

## Demografia
| Variação demográfica do município entre 1861 e 2011                               |
|                                                                                   |
| Fonte: Istituto Nazionale di Statistica (ISTAT) - Elaboração gráfica da Wikipedia |